# رابا
قرية رابا هي قرية فلسطينية في محافظة جنين تقع على أعلى قمة "جبل السالمة أو جبل ابزيق" بين مدينتي جنين وطوباس وتطل على غور الأردن. تقع رابا إلى الجنوب الشرقي من مدينة جنين، وتبعد عنها 19كم.
تشتهرالقرية بزراعة الحبوب والبقوليات واليانسون والكمون وأشجار الزيتون واللوز بالإضافة إلى وجود أحراج السرو والصنوبر التي تعتبر الآن محمية طبيعية. ومن جانبه تضم الجهة الشرقية في القرية حيوانات برية كالغزلان والأرانب وطيور الشنار، وفي الغالب يعانون المزارعون من بعض الحيوانات كالخنازير والضباع.
كما وتتميز القرية بوجود بعض المواقع الأثرية والخرب في أكثر من موقع، فتجد بيوت ومساجد أثرية. ومن المواقع المعروفة خربة رابين، وخربة خروبة، وقصر الشيخ، وخربة مراح الرها وخربة أم سرحان. وتحتوي القرية على ديوان قديم كان يستخدم كمسجد وديوان لاستقبال الناس فيه قديماً، بالإضافة إلى وجود ثلاث مساجد فيها هي مسجد عمر بن الخطاب، ومسجد معاذ بن جبل، ومسجد أبو بكر الصديق.
يعتبر التعليم من أبرز مظاهر الحياة الفكرية في القرية، كان التعليم في البداية قائماً على نظام الكتاتيب حتى أواخر العهد العثماني، وأنشأت أول مدرسة حكومية في القرية عام 1924 قبل الحكومة البريطانية، حيث ضمت 35 طالباً، وفي الوقت الحالي يوجد ثلاث مدارس، اثنتان للذكور وواحدة للإناث ويقدر عدد طلاب المدارس بحوالي 1000 طالب وطالبة.

## التسمية
سميت القرية بهذا الاسم نسبة لموقعها على ربوة أو رابية (جبل) حيث تعد القرية أعلى قرى محافظة جنين، وتعرف باسم جبل السالمة الذي هو امتداد لسلسلة جبال الجلبوع الكنعانية (جلبون حاليا) وتشير بعض الراويات أن سبب التسمية نسبة لمقام أثري موجود بالقرية يسمى مقام النبي رابين.

## الموقع
تتبع هذه القرية لمدينة جنين إلى الجنوب الشرقي منها وتبعد عنها حوالي 19كم، ترتفع 480 متراً عن سطح البحر. تبلغ مساحة أراضيها (25642) دونما منها 240 دونماً مساحة عمرانية للقرية، وحوالي 12 الف دونم أحراش، وتمثل المرتبة الثانية بعد قرية يعبد في مساحة أحراجها، و تحدها من الشمال المغير وجلقموس والمطلة، ومن الغرب الجامعة العربية الأمريكية والزبابدة والكفير، ومن الجنوب عقابا وطوباس، فيما يحدها من الشرق غور الأردن.
يقول رئيس مجلس القرية جهاد البزور أن نشأة النواة الأولى لقرية رابا كانت فوق هضبة منبسطة شرق البلدة وهذا أفادها بتوفير مساحات كبيرة للزراعة والرعي، بالإضافة أن هذا الموقع جعلها منعزلة عن القرى المجاورة لعدم وجود شوارع رئيسية يربطها بباقي القرى، ثم أخذت القرية بالتوسع والإمتداد خاصة باتجاه الشمال والغرب، وأخذ أبناء العائلة الواحدة يبنون بيوتهم بجوار بعضهم حيث أصبحت كل عائلة تشكل حارة.

## السكان
يبلغ عدد سكانها 23 عائلة، وقُدر عدد سكانها في عام 1922حوالي (415) نسمة وعام 1945 قدروا (870) نسمة، وفي عام 1967 حوالي (1000) نسمة وعام 1987 حوالي (1600) نسمة، وفي عام 1997 بلغوا (2267) نسمة وحالياً يبلغ عدد سكانها حوالي 4388 نسمة.